# Румунија на Европском првенству у атлетици на отвореном 2018.
Румунија је учествовала на 24. Европском првенству у атлетици на отвореном 2018. одржаном у Берлину, (Немачка), од 6. до 12. августа. Ово је двадесет друго европско првенство у атлетици на отвореном на коме је Румунија учествовала. Репрезентацију Румуније представљало је 35 спортиста (18 мушкараца и 17 жена) који су се такмичили у 27 дисциплина (14 мушких и 13 женских).
На овом првенству Румунија није освојила ниједну медаљу. У табели успешности према броју и пласману такмичара који су учествовали у финалним такмичењима (првих 8 такмичара) Румунија је са 4 учесника у финалу заузела 26. место са 11 бодова.
| Пл. | Земља    | 1. место | 2. место | 3. место | 4. место | 5. место | 6. место | 7. место | 8. место | Бр. фин. | Бодови |
| --- | -------- | -------- | -------- | -------- | -------- | -------- | -------- | -------- | -------- | -------- | ------ |
| 26. | Румунија | -        | -        | -        | 1-5      | -        | -        | 3-6      | -        | 4        | 11     |

## Учесници
| Мушкарци: - Јонут Андреј Неагое — 100 м, 200 м, 4 х 100 м - Јоан Андреј Мелническу — 100 м, 4 х 100 м - Алекандру Терпезан — 200 м - Роберт Парђе — 400 м, 4 х 400 м - Космин Трофин — 800 м - Николае-Алекандру Соаре — 10.000 м - Костин Флоријан Хомиуц — 4 х 100 м - Петре Резмивес — 4 х 100 м - Кристијан Раду — 4 х 400 м - Космин Трофин — 4 х 400 м - Давид-Јустин Настасе — 4 х 400 м - Флорин Алин Стирбу — 20 км ходање, 50 км ходање - Нарчис Стефан Михаила — 50 км ходање - Кристијан Стајку — Скок удаљ - Маријан Опреа — Троскок - Андреј Гаг — Бацање кугле - Алин Александру Фирфирика — Бацање диска - Александру Новак — Бацање копља | Жене: - Бјанка Разор — 400 м, 4 х 400 м - Андреа Миклош — 400 м, 4 х 400 м - Клаудија Бобочеа — 1.500 м - Анкута Бобочел — 5.000 м, 10.000 м - Роксана Барка — 10.000 м - Паула Тодоран — Маратон - Анамарија Нестериук — 100 м препоне - Санда Белгиан — 400 м препоне, 4 х 400 м - Кристина Данијела Балан — 4 х 400 м - Ана Вероника Родеан — 20 км ходање - Андреа Арсине — 20 км ходање - Даниела Станчу — Скок увис - Анђела Морошану — Скок удаљ - Алина Ротару — Скок удаљ - Флорентина Костина Јуско — Скок удаљ - Елена Панцуроју — Троскок - Бјанка Гелбер — Бацање кладива |  |

## Резултати

### Мушкарци
| Атлетичар                 | Дисциплина   | Лични рекорд | Квалификације      | Квалификације      | Полуфинале            | Полуфинале            | Финале                | Финале          | Детаљи |
| Атлетичар                 | Дисциплина   | Лични рекорд | Резултат           | Место              | Резултат              | Место                 | Резултат              | Место           | Детаљи |
| ------------------------- | ------------ | ------------ | ------------------ | ------------------ | --------------------- | --------------------- | --------------------- | --------------- | ------ |
| Јоан Андреј Мелническу    | 200 м        | 10,32        | 10,88              | 8. у гр. 1         | Нису се квалификовали | Нису се квалификовали | Нису се квалификовали | 50 / 50         |        |
| Јонут Андреј Неагое       | 200 м        | 10,33        | 10,56              | 8. у гр. 4         | Нису се квалификовали | Нису се квалификовали | Нису се квалификовали | 43 / 50         |        |
| Јонут Андреј Неагое       | 200 м        | 20,88        | 21,21              | 6. у гр. 2         | Нису се квалификовали | Нису се квалификовали | Нису се квалификовали | 33 / 40         |        |
| Алекандру Терпезан        | 200 м        | 20,86        | 21,39              | 7. у гр. 1         | Нису се квалификовали | Нису се квалификовали | Нису се квалификовали | 39 / 40         |        |
| Роберт Парђе              | 400 м        | 45,84        | 45,99 КВ           | 2. у гр. 3         | 46,07                 | 7. у гр. 2            | Није се квалификовао  | 23 / 39         |        |
| Космин Трофин             | 800 м        | 1:46,41      | 1:48,85            | 5. у гр. 1         | Није се квалификовао  | Није се квалификовао  | Није се квалификовао  | 27 / 31 (33)    |        |
| Николае-Алекандру Соаре   | 10.000 м     | 28:25,38     |                    |                    |                       |                       | 29:13,82              | 19 / 27 (31)    |        |
| Костин Флоријан Хомиуц    | 4 х 100 м    | 39,18 НР     | 39,63              | 7. у гр. 1         |                       |                       | Нису се квалификовали | 12 / 12 (16)    |        |
| Алекандру Терпезан²       | 4 х 100 м    | 39,18 НР     | 39,63              | 7. у гр. 1         |                       |                       | Нису се квалификовали | 12 / 12 (16)    |        |
| Јонут Андреј Неагоје²     | 4 х 100 м    | 39,18 НР     | 39,63              | 7. у гр. 1         |                       |                       | Нису се квалификовали | 12 / 12 (16)    |        |
| Петре Резмивес            | 4 х 100 м    | 39,18 НР     | 39,63              | 7. у гр. 1         |                       |                       | Нису се квалификовали | 12 / 12 (16)    |        |
| Кристијан Раду            | 4 х 400 м    | 3:04,23 НР   | 3:10,08            | 8. у гр. 2         | 14 / 14 (16)          |                       | Нису се квалификовали |                 |        |
| Космин Трофин             | 4 х 400 м    | 3:04,23 НР   | 3:10,08            | 8. у гр. 2         | 14 / 14 (16)          |                       | Нису се квалификовали |                 |        |
| Давид-Јустин Настасе      | 4 х 400 м    | 3:04,23 НР   | 3:10,08            | 8. у гр. 2         | 14 / 14 (16)          |                       | Нису се квалификовали |                 |        |
| Роберт Парђе²             | 4 х 400 м    | 3:04,23 НР   | 3:10,08            | 8. у гр. 2         | 14 / 14 (16)          |                       | Нису се квалификовали |                 |        |
| Флорин Алин Стирбу        | 20 км ходање | 1:24:44      |                    |                    |                       |                       | Дисквалификован       | Дисквалификован |        |
| Флорин Алин Стирбу        | 50 км ходање | 4:03:36      | Нису завршили трку | Нису завршили трку |                       |                       |                       |                 |        |
| Нарчис Стефан Михаила     | 50 км ходање | 4:02:27      | Нису завршили трку | Нису завршили трку |                       |                       |                       |                 |        |
| Кристијан Стајку          | Скок удаљ    | 8,09 д       | 7,52               | 12. у гр. А        |                       |                       | Нису се квалификовали | 22 / 29 (30)    |        |
| Маријан Опреа             | Троскок      | 17,81 НР     | 15,93              | 11. у гр. А        | 21 / 24               |                       | Нису се квалификовали |                 |        |
| Андреј Гаг                | Бацање кугле | 21,06 НР     | 19,26              | 5. у гр. А         | 23 / 29 (30)          |                       | Нису се квалификовали |                 |        |
| Алин Александру Фирфирика | Бацање диска | 66,22        | 64,79 КВ           | 2. у гр. А         | 63,73                 | 7 / 24 (26)           |                       |                 |        |
| Александру Новак          | Бацање копља | 86,37 НР     | 76,44              | 9. у гр. А         | Није се квалификовао  | 17 / 28               |                       |                 |        |

- Такмичари у штафети обележени бројем трчали су и у појединачним дисциплинама.

### Жене
| Атлетичарка              | Дисциплина     | Лични рекорд | Квалификације      | Квалификације      | Полуфинале            | Полуфинале  | Финале                | Финале       | Детаљи |
| Атлетичарка              | Дисциплина     | Лични рекорд | Резултат           | Место              | Резултат              | Место       | Резултат              | Место        | Детаљи |
| ------------------------ | -------------- | ------------ | ------------------ | ------------------ | --------------------- | ----------- | --------------------- | ------------ | ------ |
| Бјанка Разор             | 400 м          | 50,37        | 52,19 кв, ЛРС      | 3. у гр. 2         | 52,27                 | 7. у гр. 3  | Нису се квалификовале | 20 / 43      |        |
| Андреа Миклош            | 400 м          | 52,50        | 52,40(.399) кв     | 3. у гр. 3         | 52,49                 | 7. у гр. 2  | Нису се квалификовале | 23 / 43      |        |
| Клаудија Бобочеа         | 1.500 м        | 4:06,33      | 4:16,20            | 12. у гр. 1        |                       |             | Нису се квалификовале | 22 / 24      |        |
| Анкута Бобочел           | 5.000 м        | 15:39,08     |                    |                    |                       |             | 15:16,13 ЛР           | 7 / 15 (19)  |        |
| Анкута Бобочел           | 10.000 м       | 31:43,12     | Није завршила трку | Није завршила трку |                       |             |                       |              |        |
| Роксана Барка            | 10.000 м       | 32:30,97     | 33:17,61           | 12 / 18 (26)       |                       |             |                       |              |        |
| Паула Тодоран            | Маратон        | 2:36:44      | 2:47:58            | 42 / 46 (56)       |                       |             |                       |              |        |
| Анамарија Нестериук      | 100 м препоне  | 13,13        | 13,16(.153) кв     | 4. у гр. 3         | 13,26                 | 7. у гр. 3  | Нису се квалификовале | 22 / 32      |        |
| Санда Белгиан            | 400 м препоне  | 56,69        | 56,68 КВ, ЛР       | 2. у гр. 2         | 57,51                 | 2. у гр. 2  | Нису се квалификовале | 22 / 33      |        |
| Андреа Миклош²           | 4 х 400 м      | 3:25,68 НР   | 3:31,95 КВ, НРС    | 4. у гр. 2         |                       |             | 3:32,15               | 7 / 15 (16)  |        |
| Кристина Данијела Балан  | 4 х 400 м      | 3:25,68 НР   | 3:31,95 КВ, НРС    | 4. у гр. 2         |                       |             | 3:32,15               | 7 / 15 (16)  |        |
| Санда Белгиан²           | 4 х 400 м      | 3:25,68 НР   | 3:31,95 КВ, НРС    | 4. у гр. 2         |                       |             | 3:32,15               | 7 / 15 (16)  |        |
| Бјанка Разор²            | 4 х 400 м      | 3:25,68 НР   | 3:31,95 КВ, НРС    | 4. у гр. 2         |                       |             | 3:32,15               | 7 / 15 (16)  |        |
| Ана Вероника Родеан      | 20 км ходање   | 1:34:07      |                    |                    |                       |             | 1:33:39 ЛР            | 18 / 26 (30) |        |
| Андреа Арсине            | 20 км ходање   | 1:33:46      | 1:43:21            | 26 / 26 (30)       |                       |             |                       |              |        |
| Даниела Станчу           | Скок увис      | 1,94         | 1,81               | 10. у гр. Б        |                       |             | Нису се квалификовале | 18 / 25      |        |
| Анђела Морошану          | Скок удаљ      | 6,66         | 6,55 ЛРС           | 9. у гр. Б         | 14 / 22               |             | Нису се квалификовале |              |        |
| Алина Ротару             | Скок удаљ      | 6,78         | 6,55               | 6. у гр. А         | 15 / 22               |             | Нису се квалификовале |              |        |
| Флорентина Костина Јуско | Скок удаљ      | 6,71         | 6,17               | 13. у гр. Б        | 25 / 25 (27)          |             | Нису се квалификовале |              |        |
| Елена Панцуроју          | Троскок        | 14,47        | 14,20 КВ           | 3. у гр. Б         | 14,38                 | 4 / 27 (29) |                       |              |        |
| Бјанка Гелбер            | Бацање кладива | 73,52        | 66,17              | 8. у гр. А         | Није се квалификовала | 19 / 28     |                       |              |        |

- Такмичарке у штафети обележене бројем трчале су и у појединачним дисциплинама.